# Spongia caudigera
Spongia caudigera är en svampdjursart som beskrevs av Jean-Baptiste Lamarck 1814. Spongia caudigera ingår i släktet Spongia och familjen Spongiidae.
Artens utbredningsområde är Indiska oceanen. Inga underarter finns listade i Catalogue of Life.